# 浜松中納言物語

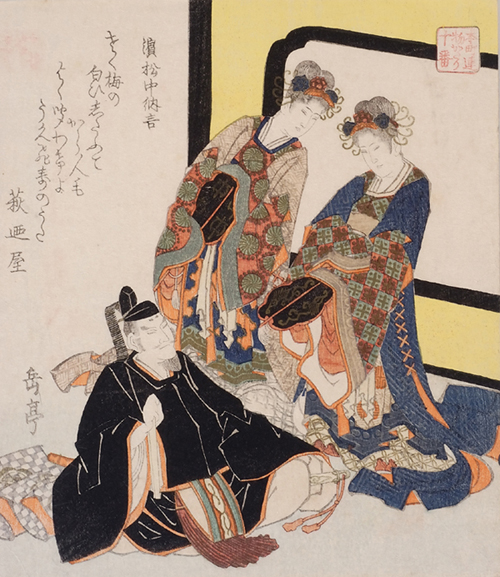
浜松中納言（岳亭春信画）

『浜松中納言物語』（はままつちゅうなごんものがたり）は、『源氏物語』に大きく影響されたと考えられる平安時代後期に成立した後期王朝物語の一つである。そして、｢無名草子｣により高く評価された。

## 概要
『源氏物語』以後に書かれ、平安時代後期に成立した後期王朝物語の一つである。この時代に成立した物語は、『源氏物語』の大きな影響が認められることからひとくくりにして「源氏亜流物語」として扱われることもあるが、この物語を含めて個々の物語にはそれぞれに特色があることも認められている。11世紀半ば頃に成立したと見られ、後期王朝物語の中では『狭衣物語』と並び最も早い時期の成立とされる。作者は『更級日記』の作者として知られる菅原孝標女とする資料もあるが異論もある。古くは「御津の浜松」または単に「浜松」と呼ばれた。現存するのは全五巻であるが、もともとは全六巻であり現存本は首巻を欠いていると見られる。
本作と同様に「夜半の寝覚」、「むぐら」、「風につれなき」など数巻まとまって残ってはいるものの、さまざまな資料から推測することが出来る原形と比べると大きな欠損があることが分かるような物語は散逸物語に含めて議論されることがある。

## 特色
『源氏物語』、特に「宇治十帖」の強い影響の元にある作品である。『源氏物語』など他の物語作品と比べたときに、夢のお告げや輪廻転生を軸とした超常的な事象が取り上げられること及び日本国内だけでなく中国（唐）の国をも主要な舞台としていることが特色として挙げられる。

### 唐の国の描写
現存する物語の中で、外国が重要な役割を果たす形で登場する物語として本物語以前のものとしては『うつほ物語』が、本物語以後のものとしては『松浦宮物語』がある。『うつほ物語』での波斯国は主人公俊陰が難破漂流してたどり着く国であり、俊陰がたどり着くまでや帰国して以後の日本との交流が全く描かれていない一種幻想的な国として描かれているのに対して、この物語における唐の国は実在の唐の国に近い形で継続的に人や物の交流がある国として描かれている。しかもこの物語における唐の国の描写は正確なものではなく、いくつかの地名の位置関係も中納言が日本から唐の都に赴く際に挙げられている経由地の地名が挙げられているままの順番だと行ったり来たりすることになるなど現実にはあり得ないもので、またそこに出てくる人々の習俗も中国らしさがほとんど無く日本と全く同じ習慣のものに描かれている。

## あらすじ

### 散逸首巻
式部卿宮に息子が一人いた。容貌・才能に優れ、父宮も母も周囲もその将来を期待していた。元服して源姓を賜り、帝もいずれは内親王の降嫁もと考えるほどであった。ところが思いもかけず父・式部卿宮が死去してしまい、息子は出家も考えたが母のことを思って止まったものの、失意の内に暮らしていた。しばらくすると母は父と住んでいた家に左大将を迎え再婚したことによって息子は母を嫌う一方でますます亡き父を慕うようになっていった。義父となった左大将は自身と死んだ先妻の娘である二人の姫を連れてきており、上の娘である大君と息子とを結ばせようとした。息子は美しい大君に心を引かれるものの相手にすることは無かった。そのような中で息子は中納言となった。中納言は人々の噂と夢のお告げで父式部卿宮が唐の国の太子に転生したことを知り、どうしても会いたいと思ったものの、中納言という高位の身分では気ままに外国に赴くこともままならなかった。最初は諦めていたものの、やがて堅い意志をもって帝に願い出て、さまざまな困難や反対を乗り越えて、やっと遣唐使として三年の間唐の国へ行く許しを得ることが出来た。その一方で中納言は唐の国へ行く直前に、帝の皇子式部卿宮と結納した大君と関係を結んでしまう。中納言が唐の国へ行ってしまった後で大君の懐妊が明らかになり、そのために大君と式部卿宮との結納が解消され、代わって妹の中の君が式部卿宮のもとへ行くこととなった。大君は中納言の母邸で剃髪し、中納言の娘である児姫君を出産した。

#### 散逸首巻の復元
「散逸首巻」の内容は現存第一巻から第五巻までの内容及び、『無名草子』の「御津の浜松」の条、『物語後百番歌合』の「源氏・浜松」項、『風葉和歌集』の収められた和歌、『河海抄』などの『源氏物語』の注釈書の記述からある程度は推測出来るため何人かの研究者によって復元の試みがなされており、梗概は概ね明らかになっているものの、詳細については不明な点も多い。

### 第一巻
唐の国に到着した中納言は、唐の皇帝をはじめとするさまざまな人々からさまざまな歓迎を受け、容貌、立ち居振る舞いや漢詩の才に賞賛を受ける。父の生まれ変わりである唐の太子とその母である唐后は、その父である大臣が一の大臣との政争を避け、唐の都から離れた「河陽県」の蜀山に篭もっているため一緒に唐の都から離れたところに住んでいた。中納言は父の生まれ変わりである唐の太子と出会い、親しく会話することも出来た。中納言は太子と出会った際、太子の母である唐后の美しさに目を奪われた。唐の国の一の大臣は中納言を自身の五の君と結ばせようとし、五の君もその気になるが、中納言は太子の母である唐后以外は目に入らない。中納言が唐から与えられた館にいると、唐后そっくりの女性が現れて中納言と契りを結び、身ごもって若君を出産してしまう。実はこの中納言が結ばれた「唐后そっくりの女性」は唐后その人であったが名乗ることなく若君と共に姿をくらましてしまう。中納言はこの女性と若君を捜しまわるが見つからないまま唐の国に滞在することを許された三年が過ぎ、中納言は帰国することになる。しかし中納言が帰国する直前、密かに若君を育てていた唐后に「若君を中納言に預けるように」との夢のお告げがあり、唐后は中納言と再会して自身が唐后その人であることを明かし、中納言に中納言との間に生まれた若君を託したため、中納言は唐后との間に生まれた子をひそかに日本に連れ帰ることになる。さらに唐后は自分は父大臣が遣日使として日本にいたときに日本人の母との間に生まれた子であり、今も母は日本にいるらしいとして唐后の母への手紙を託された。

### 第二巻
中納言は日本に帰国してきた。筑紫まで戻ったところで中将の乳母を呼び出し、連れてきた唐后が産んだ若君を預ける。このときはじめて大君が自分の子を産んだことや出家したことを知る。帰国途中に立ち寄った太宰府で太宰大弐は娘を中納言と結ばせようとするが中納言は相手にしない。しかし娘とは再会を約して別れる。都まで戻り自身の妻・尼となった左大将の大君（尼大君）・尼大君が産んだ自身の子である児姫君と対面する。中納言は尼大君とは今後は清浄な関係を保つことを誓う。唐后から預かった手紙を読んでみると、「自分には異父妹がいる。それを教えてくれた僧が吉野にいる。」と書いてあったので、吉野に会いに行くことにする。

### 第三巻
中納言は吉野に唐后の母を訪ね、唐后の手紙を届ける。唐后の母は唐后を産んだ後別の男（帥宮）の妻になり娘（吉野の姫）を産んでいた。中納言は唐后の母と娘を保護することを約束する。太宰大弐は娘と中納言と結ばれる見込みがないので娘を別の男（衛門督）の妻にしようとする。そのような中で中納言は太宰大弐の娘と結ばれ、大弐の娘は夫衛門督の子として中納言の子を産む。中納言は尼となった大君と同じ屋敷の中に住んでいるだけでなく同じ部屋で同衾している。尼大君は二人の関係を苦悩し、同衾を避けたいが、中納言は同衾に固執する。中納言は帰国後も唐后への思いを忘れられないため、帝から承香殿女宮降嫁の話があったときも、驚いて退出してしまう。そのような中で吉野の尼君から姫君のことを託され、姫君と文通し、心をときめかす。

### 第四巻
帝は中納言への承香殿女宮の降嫁の話について中納言が乗り気でない上に周囲に波紋を呼びすぎたとして断念する。一方中納言が唐后の母である吉野の尼君の夢を見て吉野に行くとすでに死んでいた。僧（吉野の聖）から姫君の所在を聞いて会いに行くと姫君は唐后にそっくりであった。中納言は姫君を中将の乳母の里に迎えようとするが、吉野の聖が「姫君が二十歳になるまえに交わると不幸になる」と予言したため控えることにする。そのような中で式部卿宮が吉野の姫のことを知って関心を持ち、所在を尋ねるが中納言は答えない。しかし中納言が吉野の姫を尋ねた際式部卿宮が跡をつけ吉野の姫の居場所を知ってしまい、式部卿宮が吉野の姫を奪い去ってしまう。

### 第五巻
中納言は吉野の姫がいなくなったことに衝撃を受けるが、そのような中で唐后が中納言の夢に現れて自分が吉野の姫の子（自身の姪）に生まれ変わると告げる。東宮が死亡したため式部卿宮が東宮になることになった。式部卿宮は連れてきた吉野の姫君を梅壷に置くが、姫君は精神に異常を来している。そのため式部卿宮はしかたなく「自分を中納言の元へ」という姫君の希望を叶え中納言に返すが、それでも姫君のもとに通ってくる。吉野の姫君は式部卿宮の子（唐后の転生）を懐妊する。唐の国より唐后が死去したこと、父式部卿宮の転生である第三皇子が立太子したこと、五の君が剃髪したことの知らせが来る。

## 成立

### 作者
この物語の作者について直接言及されている唯一の資料は藤原定家筆とされる宮内庁書陵部蔵『御物本更級日記』の自筆奥書にある
- ひたちのかみすかはらのたかすえ
のむすめの日記也母 倫寧朝臣娘
傅のとのゝはゝうへのめひ也
よはのねざめ、みつのはまゝつ
みづからくゆる、あさくらなどは
この日記の人のつくられたる
とぞ

との記述であり、この記述を根拠とした「この物語は『更級日記』を書いた菅原孝標女の手になる。」との主張は古くから存在する。この情報は、「とぞ」という伝聞形式で記述されており、この記述が定家が聞いた伝聞を記録しただけなのか、それとも定家自身の意見でもあるのかについての議論も存在する。また、藤原定家が自身の源氏物語の注釈書である「奥入」の中で非常に重要視していた藤原伊行による源氏物語の注釈書である「源氏釈」には、本「浜松中納言物語」とともにここに挙げられている「夜の寝覚」について「いつごろ誰によって作られたのかわからない」という趣旨の記述があるため、この更級日記の奥書の記述が当時の一般的な認識であったのかどうかについても検討の必要があるとの指摘もある。
散逸したと考えられる「みづからくゆる」と「あさくら」を除いて、「更級日記」、「夜半の寝覚」とこの『浜松中納言物語』にどのような共通性が見いだされるかについては古くからさまざまな議論・研究が存在しており、近年では文学作品に対する計量的手法による分析研究も行われている。『更級日記』とこの『浜松中納言物語』の間には、同時代あるいは近い時代の多くの日記や物語の諸作品の中で「夢」という語が飛び抜けて多い比率で出現し、重要な役割を果たしているなどいくつかの共通性が存在することが明らかになっており、そのことを根拠として上記の自筆奥書の記述を肯定的に受け取る見解が存在する。但しその一方で、同奥書においてもうひとつ菅原孝標女作としてあげられている「よはのねざめ」（夜半の寝覚）についてはそのような共通性を見いだすことが出来ないことからこの奥書の記述についてはさらなる検討を要するとの見解もある。
このようなさまざまな問題のある御物本『更級日記』の自筆奥書の記述を根拠とする「本作品を菅原孝標女の手になる作品である」とする記述については、信頼できるとする見解と、この記述には疑問があるとして「実際のところは作者不明とするしかない」との主張とが存在する。

### 成立時期
本作品は11世紀、平安時代後期の成立と考えられている。上限は『源氏物語』の大きな影響が見て取れることや、作中に1012年（寛弘9年）頃の成立とされる詩歌集である『和漢朗詠集』の作品がとられていることからこれ以後の成立であると考えられる。特に作中巻五に使われている「なきにはえこそ」という特異な言葉が、周防内侍（平仲子・生没年は不詳であるが、1037年（長暦元年）頃の生まれ、1109年（天仁2年）以後1111年（天永2年）以前の没とされる）の歌「契りしにあらぬつらさも逢ふことのなきにはえこそ恨みざりけれ」『後拾遺集』（恋三）に由来するとすると、その歌の詠歌年次である康平元年（1058年）から康平4年（1061年）以降とされるようになった。
更級日記の記述によると、日記の作者である菅原孝標女は若い頃には『源氏物語』をはじめとするさまざまな物語にひたすら没頭したものの、年齢を重ねてからは若い頃のような状況を反省し、物語を「よしなき」ものとして距離を置くようになったと見られる記述が存在する。この物語を菅原孝標女の作とすると、物語の成立の時期は孝標女が物語と距離を置くようになって以後の時期であるということになり、そのような心境に達してからなぜ物語を書いたのかという点をどう理解するのかという問題が存在する。この点については、菅原孝標女は物語に全面的に没頭することについては否定的になったものの、物語というものを全面的に否定・拒否するようになったわけではないから、これに続く時代の物語評論の中で優れていると賞賛されるようなこの物語を書いたこととは矛盾はしないといった見解もある。
なお、この奥書の記述において同じ作者であるとされる「夜の寝覚」と本作との先後関係については両者を共に菅原孝標女の作であると認める説の間でも、本「浜松中納言物語」を先とし、「夜の寝覚」を後とする説と、「夜の寝覚」を先とし、「浜松中納言物語」を後とする説の両方の説がある。
平安時代を前期・中期・後期の三期に区分ではなく初期・前期・中期・後期・末期の五期に区分した場合には本作品、「夜の寝覚」、「狭衣物語」の三作品が「平安時代後期」の作品としてそれ以前の「平安時代中期」の作品である源氏物語やそれ以後の「平安時代末期」の作品である諸作品とは明らかに一線を画すとする見解もある。

### 題名
現在一般に使われている「浜松中納言物語」の題名は近世以降の写本の標題などで多く使用されているものであり、主人公の呼び名「浜松中納言」に由来する。無名草子など古い時代の文献では「御津の浜松」と呼ばれており、こちらのほうがもともとの題名であろうと考えられている。単に「浜松」と呼ばれることもある。「御津の浜松」なる呼び名は第一巻の中において主人公である浜松中納言が詠んだ和歌「日本の御津の浜松こよひこそわれを恋ふらし夢に見えつれ」に由来するものであり、さらにこの和歌は万葉集巻一の山上憶良の和歌
- 山上憶良が大唐に在るとき本郷を憶えて作る歌
いざ子供早く大和へ大伴の御津の浜松待恋ぬらし

及び巻十五の「ぬばたまの」とある和歌に典拠を持つと見られている。これらは数多くの歌をおさめた万葉集の中でも唯一の「外国で読まれた和歌」であり、このことはこの物語が外国を重要な舞台とすることと関連していると考えられている。なお、源氏一品経などの文献でこの物語を「水の浜松」と表記しているのは宛字であろうと考えられている。

### 並びの巻
室町時代初期に成立した『源氏物語』の注釈書である河海抄の巻序の上で最初の並びの巻である「空蝉」巻の中の並びの巻を論じた「巻並事」において、
- 「はま松の物語と云物にも並一帖あり（浜松中納言物語にも並びの巻が一帖ある）」
「浜松の並びも唐と日本との事を同時にならへてかけり是も横也（浜松中納言物語の並びも唐の国と日本の国との同じ時の出来事を描いているので横の並びである）」

という趣旨の記述が存在することから河海抄の著者四辻善成がこの物語に並びの巻が存在するとされていたことは明らかであるが、河海抄がいうような「唐の国と日本の国との同じ時の出来事を描いている」ような関係にある巻は存在しないため、現存する巻と現存しない巻との関係について述べたものなのか、または現存しない巻同士の関係について述べたものであると考えられている。

## 受容
この物語は、以下のように平安時代末期から室町時代初期ころまでの、『無名草子』、『物語後百番歌合』（物語二百番歌合）、『風葉和歌集』、『河海抄』などといった文献においてしばしば取り上げられている。
『無名草子』では、『源氏物語』は別格として、この物語を「狭衣、寝覚に次ぐ物語である」としており、「唐の国へ渡るありさまこそ、いみじき（中納言が唐へ渡るまでの描写がすばらしい）」などといくつかの項目を採り上げて長文を費やして批評が加えられている。
源氏一品経では、「本朝に物語のことあり」として、「落窪」、「岩屋」（散逸）、「寝覚」、「忍泣」（しのびね）散逸、「狭衣」、扇流（散逸）、「住吉」、「水の浜松」（本物語のこと・「水の」は宛字）、「末葉の露」、「天の葉衣」、「格夜姫」、「光源氏」（源氏物語）等なり」として代表的な物語をいくつか挙げている中でその一つとしてこの「浜松」の名前を挙げている。
物語二百番歌合では、『源氏物語』の200首・『狭衣物語』の100首・夜の寝覚の20首に次いでこの物語から15首の和歌が採られている。
藤原定家の日記である『明月記』の天福元年三月廿日条には藤原定家が物語絵のための場面を選ぶ際10の物語を選んだ中にこの物語が含まれている。
藤原為家らの撰による勅撰和歌集である『続古今和歌集』にはこの物語の中の和歌が二首「題知らず」「菅原孝標亜尊朝臣女作」として採られており、このことが物語の中の和歌を集めた初めての歌集である『風葉和歌集』が作られる原因となったと考えられている。そのような経緯で成立したこの『風葉和歌集』にも本物語から採られた和歌が30首含まれている。
西園寺公経の妾で西園寺実材の母である人物の家集『権中納言実材卿母集』には「浜松の物語の所々を人のよませ侍りしに」として、「また知らぬ雲井のほかの契にもまよふ恋路はかはらざりけり」なる歌がおさめられている。
室町時代初期に成立した『源氏物語』の注釈書である河海抄には、並びの巻を持つ物語として『源氏物語』と『うつほ物語』及びこの物語の名前が挙げられている。

### 影響
『無名草子』の記述によって藤原定家作とも伝えられる『松浦宮物語』に大きな影響を与えたと云われている。またその他に『今とりかえばや』への影響が指摘されることもある。
三島由紀夫は、学習院高等科在学時代に本物語の代表的な研究者の一人である松尾聰からこの物語の講義を受け、その影響でのちに輪廻転生をテーマとした『豊饒の海』を執筆するに至った。三島自身による同作品第一巻「春の雪」の後注に「『豊饒の海』は『浜松中納言物語』を典拠とした夢と転生の物語」であると記されている。

### 近世以降の伝存状況
古くは三条西実隆の日記である『実隆公記』の享禄5年3月26日（1532年5月1日）の条に、「載首座浜松物語之送」とあり、このときすでに首巻が欠けていたと見られる記述が存在する。江戸時代初期の『源氏物語』の注釈書である『湖月抄』には「浜松、今の世には見えぬものにや」と散逸してしまったかのような記述が見られる。
江戸時代の版本及びいくつかの写本によって4巻分の本文が知られていたが、この物語について取り上げている上記の文献の記述の中に現存する伝本には現存する伝本の中には含まれない場面や和歌などが見られることから現存分はもともとも物語から、おそらくは冒頭と末尾を欠いたものであると考えられていた。現存する伝本では各巻が固有の巻名を持たず巻序も記されていないことから、推定される巻序に従って単に「一の巻」・「二の巻」などとのみ呼ばれている。その後昭和初期になって松尾聰が全5巻のうち欠落していた末巻を持つ写本（尾上本）を発見し、その翻刻校訂の成果を『尾上本濱松中納言物語』にまとめたことによって末尾はこれで完結していると考えられるようになった。しかしながら、冒頭部の巻を持つ写本は未だに発見されていない。当初現存第一巻の前にあったと見られる冒頭部分はおそらく1巻であろうと考えられており（但し現存第一巻の前に2巻ないしそれ以上の巻があったとする説もある）、「散逸首巻」と通称されている。
またこの物語から優れた和歌を取り上げた「物語後百番歌合」は、巻一から採録した和歌8首と巻二から採録した和歌4首との間に現存する伝本には見ることの出来ない散逸した部分から採録したと見られる和歌2首を挙げており、もしこの「物語後百番歌合」が、物語の巻序に従って和歌を並べているとすると、現存する巻一と巻二との間に散逸した部分が存在することになるとする説などもある。

## 本文
現存する第一巻から第四巻までの写本の本文には、異本と呼べるような大きな異文は存在しない。これらの写本は類似した本文を持つ写本ごとにいくつかのグループに分けることが出来る。この物語の写本と本文について初めて体系的な調査を行って学術的な校本を作成した松尾聡は、写本をその本文によって「A類系統本」から「F類系統本」までの6つのグループに分類し、A類系統本が最も良質の本文を持っており、以下B類系統本からF類系統本に行くに従って全体的に質が落ちる（但し個々の場所については全体的には質の劣るとされた系統の本文の写本にも見るべきものがある）とした。小松茂美も松尾の調査に含まれていなかった写本を含めた調査を行った結果松尾による分類は妥当であるとしてこれを踏襲した。池田利夫は脱落部分が全く異なる甲類本と乙類本とに大きく分け、松尾聡によるA類系統本を甲類本・B類系統本からF類系統本までを乙類本とした。乙類本はさらに乙類本としての17箇所の共通の脱落部分を持つほかにさらなる脱落部分の異なりによって乙類一種本から乙類四種本までに分けることが出来るとした。なお、一組の写本で巻ごとに本文系統を異にすると見られるような写本はほとんど見られない。
- 甲類本（旧A類系統本） 10箇所の脱落個所を持つ
- 乙類本
  - 乙類一種本（旧C類系統本・旧F類系統本） 17箇所の脱落個所を持つ
  - 乙類二種本（旧B類系統本） 20箇所の脱落個所を持つ
  - 乙類三種本（旧D類系統本） 26箇所の脱落個所を持つ
  - 乙類四種本（旧E類系統本） 38箇所の脱落個所を持つ

そのような中で、巻二のみの零本であるものの脱落部分を持たない鶴見大学本が現れ、池田利夫によって「祖形本」と命名された。この鶴見大学本については奥書などが無いため成立事情は不明であるものの九条家旧蔵とされる『とりかへばや』、『恋路ゆかしき大将』や『歌合集』といったものの写本と同一の書写者ではないかとの指摘がなされている。

### 写本
『源氏物語』などわずかな例外を除いて王朝時代の物語には室町時代以前の写本は存在しないが、この物語についても現存する伝本で江戸時代初期を遡るものはない。現在までのところ40本程度の写本の存在が確認されており、以下のように分類されている。
甲類本（旧A類系統本）
- 国立国会図書館蔵榊原家旧蔵本（榊）
4巻4冊本
- 宮内庁書陵部蔵藤波家旧蔵本（藤）
4巻4冊本
- 前田育徳会尊経閣文庫蔵本（前）
4巻4冊本
- 静嘉堂文庫蔵進本迺舎旧蔵本（進）
4巻4冊本
- 水府明徳会彰考館蔵本（彰）
4巻4冊本
- 京都大学国文学研究室蔵小山文庫旧蔵本（小）
4巻4冊本
- 天理図書館蔵竹柏園文庫旧蔵本（天）
4巻4冊本。江戸時代末期の国学者・歌人である井上文雄筆、佐佐木信綱旧蔵
- 広島大学国語学国文学研究室蔵琴平書籍館旧蔵本（琴）
4巻4冊本
- 茨城大学図書館所蔵菅文庫本
4巻4冊本[49][50]
- 鶴見大学本
巻2のみの写本。脱落部分を持たないため「祖型本」と呼ばれる[44]

乙類本
乙類第二種・旧B類系統本
- 宮内庁書陵部蔵本（宮）
4巻4冊本
- 大阪府立図書館蔵不忍文庫旧蔵本（忍）
4巻4冊本
- 天理図書館蔵藤井乙男旧蔵本（理）
4巻4冊本
- 東北大学図書館蔵本（浦）
2冊本。『松浦物語』の標題を持つ。巻2のみの写本。
- 内閣文庫蔵浅草文庫旧蔵本（閣）
4巻4冊本
- 静嘉堂文庫蔵本小林歌城旧蔵本（歌）
4巻4冊本
- 京都大学国文学研究室蔵滋野井家旧蔵本（滋）
巻4のみの写本。
- 岡山大学図書館所蔵小野文庫本
4巻4冊本[51][52]
- 京都大学総合博物館蔵勧修寺家旧蔵本
4巻4冊本。題箋には「巻二」から「巻五」までとなっているが内容は現行の巻1から巻4までである。京都大学国文学研究室蔵滋野井家旧蔵本と非常に近い関係にあると見られる[53]。

乙類第一種・旧C類系統本
- 書写時期が比較的古い写本が多い。巻5を持つ写本は全てこの系統の写本である。
- 広島市立浅野図書館蔵浅野家旧蔵本（浅）
巻5を持つが、巻5は巻4までとは別筆である。大正9年10月に浅野家から広島市に一括寄贈されたもの[54][55]
- 尾上兼英蔵尾上柴舟旧蔵本（尾）
巻5を持つ写本である。浅野本と異なり巻5は巻4までと同筆だが、巻四の巻末に書写奥書があるため巻四まで書写し奥書を記した後に改めて巻五を書写したと思われる[56]。
- 静嘉堂文庫蔵松井簡治旧蔵本（松）
4巻4冊本
- 京都大学国文学研究室蔵鶯谷主人旧蔵本（鶯）
巻1・2のみの写本。物集高見旧蔵本
- 静嘉堂文庫蔵本日尾荊山筆本（荊）
4巻4冊本
- 不二文庫蔵小笠原家旧蔵三条実助相伝転写本（不）
三条実助（正親町三条実有（おおぎまちさんじょう さねよし、天正16年（1588年）‐寛永10年7月13日（1633年8月17日）））の書写本とされる。小松茂美『校本浜松中納言物語』二玄社、1964年（昭和39年）9月。の底本
- 松平頼寿旧蔵本
4巻4冊本。高松藩主松平家旧蔵・1945年（昭和20年）に戦災で焼失したとされる。

乙類第三種・旧D類系統本
- 静嘉堂文庫蔵本居春庭筆本（居）
4巻3冊。安永10年3月14日（1781年4月7日）に本居宣長が養子の本居春庭に命じて書写させたもの。
- 無窮会神習文庫蔵本（無）
第1・2・3のみの3巻3冊本
- 不二文庫蔵松乃や旧蔵本（乃）
4巻4冊本
- 松本市立図書館蔵春廼屋旧蔵本（春）
4巻4冊本
- 大妻女子大学図書館蔵本[57]

乙類第四種・旧E類系統本
- 宮内庁書陵部蔵清水浜臣旧蔵本（浜）
4巻2冊。2巻ずつ合綴。但し巻4を巻3の先に綴じ誤っている。
- 兵庫県立神戸高等学校蔵本（神）
4巻2冊。2巻ずつ合綴。詳細な奥書が記されており、それによれば文政5年（1822年）3月に書写された後文政10年（1827年）8月、文政12年（1829年）3月とくり返しさまざまな本と校合したとされる。
- 東京教育大学図書館蔵本（教）
4巻4冊本
- 不二文庫蔵残花書屋旧蔵本（花）
4巻2冊。2巻ずつ合綴。
- 不二文庫蔵渡辺千秋旧蔵本（千）
4巻4冊本
- 刈谷図書館蔵斯豆能耶旧蔵・村上忠順校合本（刈）
4巻4冊本
- 内閣文庫蔵和学講談所旧蔵本（和）
巻3・4のみの合冊されている1冊本

乙類第一種・旧F類系統本
- 東京教育大学図書館蔵本（育）
4巻4冊本
- 筑波大学国文学研究室横山由清校合本（由）
4巻4冊本。菅文庫旧蔵本。榊原家本と同一粗本の同一書写者の本（兄弟本）
- 京都大学国文学研究室蔵岡本保孝書入本（保）
3巻3冊本。巻2・3・4のみの写本
- 天理図書館蔵百井為卿筆本（百）
4巻4冊本
- 東北大学図書館蔵狩野文庫旧蔵本（狩）
- 新潟大学付属図書館蔵佐野文庫本[58][59]

### 版本
唯一の版本として丹鶴叢書本がある。1848年（嘉永元年）の刊行。紀州新宮城主水野忠央の命により作成された。写本での巻1から巻4までに相当する内容であり、各巻が上下2冊からなる4巻8冊本。最終巻巻末の奥書に「5本の写本を校合した」旨の記述がある。F系統本の本文を持つ写本を底本にA系統本の本文を持った写本を含むいくつかの写本で校合をしたと見られる。校合の態度は近代的な本文批判から見ると問題のある場合も見られるものの、概ね穏当なものであるとされている。
国立公文書館内閣文庫蔵本を底本とする影印本が刊行されている。
- 朝倉治彦監修水野忠央編『定本丹鶴叢書 第9巻 浜松中納言物語 第1-4冊』大空社, 1997年（平成9年）4月。ISBN 4-7568-0263-X
- 朝倉治彦監修水野忠央編『定本丹鶴叢書 第9巻 浜松中納言物語 第5-8冊』大空社, 1997年（平成9年）4月。ISBN 4-7568-0263-X

### 印刷本
- 小松茂美『校本浜松中納言物語』二玄社、1964年（昭和39年）9月。
底本は不二文庫蔵小笠原家旧蔵三条実助相伝転写本
- 松尾聡校注「浜松中納言物語」『日本古典文学大系 77 篁物語 平中物語』岩波書店、1964年（昭和39年）5月
底本は巻1から4は国立国会図書館蔵榊原家旧蔵本
- 久下晴康編『浜松中納言物語』おうふう、1988年（昭和63年）1月 ISBN 978-4-2730-2222-8
底本は巻1から巻4までは国立国会図書館蔵榊原家旧蔵本、巻5は広島市立浅野図書館蔵浅野家旧蔵本
- 須田哲夫・佐々木新太郎編『校訂 浜松中納言物語』勉誠出版、2005年（平成17年）2月。ISBN 978-4-5850-3125-3
榊原家本と同一粗本の同一書写者の本（兄弟本）である茨城大学図書館所蔵の菅文庫本を合わせて本文を校合した、
- 池田利夫編『新編日本古典文学全集 浜松中納言物語』小学館、2001年（平成13年）3月。ISBN 978-4-0965-8027-1
底本は巻1、3、4は国立国会図書館蔵榊原家旧蔵本、巻2は鶴見大学本